# Propaganda (gruppo musicale)
I Propaganda sono un gruppo di musica elettronica nato in Germania nel 1982 a Düsseldorf.
I membri originari erano Andreas Thein e Ralf Dörper. A questi si aggiunse in un secondo momento anche Michael Mertens.

## Storia

### 1982 - 1985
Dopo alcuni singoli pubblicati in Germania con una tiratura molto limitata, furono notati dal produttore discografico Trevor Horn che procurò loro un contratto per la etichetta discografica ZTT Records.
Trasferitisi in Gran Bretagna, al gruppo si aggiunsero le cantanti Susanne Freytag e Claudia Brücken. Con questa formazione pubblicarono il singolo Dr. Mabuse che entrò nei primi trenta della classifica inglese. Successivamente Thein abbandonò il gruppo e iniziarono le registrazioni del primo album, A Secret Wish, prodotto da Stephen Lipson.
Preceduto dal singolo Duel, l'album, pubblicato nel 1985, ebbe un grande successo non solo di critica ma anche di vendite. Subito dopo la pubblicazione cominciarono anche i contrasti tra la Casa discografica e il gruppo, dovuti a problemi di contratto nel quale si specificava che gli introiti sui diritti dell'album sarebbero stati concessi alla sola ZTT Records.
Anche per questo motivo l'album di remix, Wishful Thinking, pubblicato nel 1985, fu prodotto da Lipson e Bob Kraushaar senza la partecipazione del gruppo. A questo punto il gruppo si sciolse ed i singoli componenti continuarono le loro carriere più o meno separati.
La Brücken, in quanto moglie di Paul Morley, uno dei procuratori dell'etichetta discografica, rimase con la ZTT, ed in coppia col musicista scozzese Thomas Leer formò il duo Act, che pubblicò il suo unico album dal titolo Laughter, Tears and Rage nel 1988.
Nel 1990, Mertens tornò a calcare le scene sotto il nome "Propaganda" insieme alla cantante Betsi Miller ed al bassista scozzese Derek Forbes (ex membro dei Simple Minds fino all'album "Sparkle in the Rain"), pubblicando l'album 1234, al quale parteciparono anche la Freytag e Dörper. Nonostante i consensi ottenuti dal singolo Heaven Give Me Words, il disco non ebbe un grande riscontro di vendite.

### Ritorno 1998 e 2004
Nel 1998 Mertens, la Brücken e la Freytag si riunirono firmando per la East West Records e cominciarono a lavorare su nuove canzoni. Ne registrarono diverse, una delle quali prodotta da Tim Simenon e con la partecipazione di Martin Gore dei Depeche Mode alla chitarra. Nonostante non fosse stato pubblicato alcun materiale, qualche mese più tardi si poteva trovare un CD in file-sharing, senza titolo, riconducibile a questo loro progetto, con le tracce Cloud 9, Ignorance, Who's the Fool, Beast Within, No Return, To the Future, Turn to the Sun, Dream Within a Dream e Anonymous.
All'inizio del 2005 il duo Freytag/Mertens, con il nome "Propaganda", ha cominciato a pubblicare nuovo materiale per l'etichetta indipendente tedesca Amontillado-Music.

### Nuovo album 2024
Nel 2024 Ralf Dörper e Michael Mertens si rimettono al lavoro assieme su un nuovo progetto chiamando Thunder Bae come nuova voce per sopperire alla mancanza di Susanne Freytag e Claudia Brücken. Nel mese di maggio esce quindi il singolo Purveyor of Pleasure. Poi, dopo un altro paio di brani proposti come anteprima (They Call Me Nocebo e Tipping Point), il 14 ottobre esce l'album omonimo Propaganda.

## Discografia

### Album in studio
- 1985 - A Secret Wish (UK #16)
- 1990 - 1234 (UK #46)
- 2024 - Propaganda

### Singoli
- 1984 - Dr. Mabuse (UK #27)
- 1985 - Duel (UK #21)
- 1985 - p:Machinery (UK #50)
- 1985 - p:Machinery (Reactivated) (UK #83)
- 1990 - Heaven Give Me Words (UK #36)
- 1990 - Only One Word (UK #71)
- 1990 - How Much Love
- 1990 - Wound in My Heart
- 1995 - P:Machinery (Anniversary Reissue)
- 2006 - Valley of the Machine Gods
- 2024 - Purveyor Of Pleasure (Feat. Thunder Bae)
- 2024 - They Call Me Nocebo (Feat. Thunder Bae)
- 2024 - Tipping Point (Feat. Thunder Bae)

### Remix
- 1985 - Wishful Thinking (UK #82)

### Raccolte
- 2002 - Outside World
- 2012 - Noise And Girls Come Out To Play
- 2013 - The Best Of Propaganda
- 2018 - The Eight Testaments Of Propaganda

## Videografia
- 2007 - The Video Collection (DVD)

## Classifiche
| Anno | Album                                                                           | Posizione più elevata | Posizione più elevata | Posizione più elevata | Posizione più elevata | Posizione più elevata |
| Anno | Album                                                                           | UK                    | NZ                    | SE                    | NL                    | ITA                   |
| ---- | ------------------------------------------------------------------------------- | --------------------- | --------------------- | --------------------- | --------------------- | --------------------- |
| 1985 | A Secret Wish - Uscita: giugno 1985 - Etichetta: ZTT Records                    | 16                    | 21                    | 25                    | 5                     | 16                    |
| 1985 | Wishful Thinking (Remix Album) - Uscita: novembre 1985 - Etichetta: ZTT Records | 82                    | -                     | -                     | 64                    | -                     |
| 1990 | 1234 - Uscita: 1990 - Etichetta: Virgin Records                                 | 46                    | -                     | 21                    | 45                    | -                     |
| 2010 | A Secret Wish - Uscita: 2010 - Etichetta: ZTT Records                           | 92                    | -                     | -                     | -                     | -                     |
| 2012 | Wishful Thinking - Uscita: 2012 - Etichetta: ZTT Records                        | -                     | -                     | -                     | -                     | -                     |